# Ликино-Дулёво (городской округ)
Ликино-Дулёво — упразднённая административно-территориальная единица (город областного подчинения с административной территорией), в границах которой с 10 января 2018 года существовало муниципальное образование городской округ Ликино-Дулёво, располагавшееся на востоке Московской области России и упразднённое 1 апреля 2019 года в пользу новообразованного Орехово-Зуевского городского округа. С 16 июня 2019 года Ликино-Дулёво передано в административное подчинение Орехову-Зуеву и город областного подчинения Ликино-Дулёво с административной территорией как административно-территориальная единица области упразднён.

## История
10 января 2018 года Ликино-Дулёво получил статус города областного подчинения с административной территорией.
В ходе муниципальной реформы и в соответствии с Законом Московской области от 28 февраля 2005 года № 67/2005-ОЗ «О статусе и границах Орехово-Зуевского муниципального района и вновь образованных в его составе муниципальных образований» город стал единственным населённым пунктом муниципального образования городское поселение Ликино-Дулёво, который граничил с сельскими поселениями Горским и Новинским. Площадь территории городского поселения составляла 1781 га (0,98 % от площади территории района, 12-е место).
10 января 2018 года был образован новый городской округ Ликино-Дулёво путём объединения городских поселений Дрезна, Куровское, Ликино-Дулёво и сельских поселений Белавинское, Горское, Давыдовское, Дороховское, Ильинское, Новинское, Соболевское упразднённого Орехово-Зуевского муниципального района.
Герб и флаг упразднённого Орехово-Зуевского муниципального района были переутверждены как символика городского округа Ликино-Дулёво.
Законом Московской области от 20 марта 2019 года городские округа Орехово-Зуево и Ликино-Дулёво с 1 апреля 2019 года объединяются в единое муниципальное образование Орехово-Зуевский городской округ.
26 апреля внесено постановление Губернатора Московской области от 26.04.2019 № 187-ПГ «Об отнесении населённых пунктов, административно подчинённых городу Ликино-Дулёво Московской области, в административное подчинение городу Орехово-Зуево Московской области».
Законом Московской области от 3 июня 2019 года город Ликино-Дулёво с 16 июня 2019 года передан в административное подчинение Орехову-Зуеву: таким образом, город областного подчинения Ликино-Дулёво с административной территорией упразднён.

## Население
| 2018    | 2019    |
| ------- | ------- |
| 100 332 | ↘99 083 |

## Населённые пункты
В городской округ (город областного подчинения с административной территорией) входят 141 населённый пункт:
| №   | Населённый пункт  | Тип          | Население | бывшее муниципальное образование |
| --- | ----------------- | ------------ | --------- | -------------------------------- |
| 1   | Абрамовка         | деревня      | ↘472      | Ильинское                        |
| 2   | Авсюнино          | деревня      | ↗416      | Дороховское                      |
| 3   | Авсюнино          | посёлок      | ↗5529     | Дороховское                      |
| 4   | Аксёново          | деревня      | ↗26       | Белавинское                      |
| 5   | Алексеевская      | деревня      | ↘15       | Соболевское                      |
| 6   | Анциферово        | деревня      | ↗451      | Давыдовское                      |
| 7   | Аринино           | деревня      | →2        | Белавинское                      |
| 8   | Асташково         | деревня      | ↗153      | Соболевское                      |
| 9   | Ащерино           | деревня      | ↘41       | Ильинское                        |
| 10  | Барское           | деревня      | ↗96       | Давыдовское                      |
| 11  | Барышово          | деревня      | ↘35       | Ильинское                        |
| 12  | Беззубово         | деревня      | ↘132      | Ильинское                        |
| 13  | Бекетовская       | деревня      | ↘34       | Дороховское                      |
| 14  | Белавино          | деревня      | ↗101      | Белавинское                      |
| 15  | Беливо            | деревня      | ↗51       | Новинское                        |
| 16  | Беливо            | посёлок      | ↘99       | Дороховское                      |
| 17  | Богородское       | село         | ↘364      | Дороховское                      |
| 18  | Большое Кишнево   | деревня      | ↘28       | Горское                          |
| 19  | Ботагово          | деревня      | ↘69       | Ильинское                        |
| 20  | Бяльково          | деревня      | ↗83       | Горское                          |
| 21  | Вантино           | деревня      | ↘90       | Ильинское                        |
| 22  | Васютино          | деревня      | ↘42       | Белавинское                      |
| 23  | Велино            | деревня      | ↗148      | Дороховское                      |
| 24  | Верещагино        | деревня      | ↗9        | Дороховское                      |
| 25  | Вершина           | деревня      | ↗11       | Дороховское                      |
| 26  | Власово           | деревня      | ↘6        | Белавинское                      |
| 27  | Внуково           | деревня      | ↘70       | Ильинское                        |
| 28  | Высоково          | деревня      | ↗127      | Горское                          |
| 29  | Глебово           | деревня      | ↘20       | Новинское                        |
| 30  | Гора              | деревня      | ↘45       | Горское                          |
| 31  | Гора              | деревня      | ↘115      | Давыдовское                      |
| 32  | Горбачиха         | деревня      | ↘65       | Горское                          |
| 33  | Грибчиха          | деревня      | ↗33       | Белавинское                      |
| 34  | Гридино           | деревня      | ↘74       | Горское                          |
| 35  | Губино            | деревня      | ↗3426     | Белавинское                      |
| 36  | Давыдово          | деревня      | ↘10 601   | Давыдовское                      |
| 37  | Давыдовская       | деревня      | ↘12       | Ильинское                        |
| 38  | Деревнищи         | деревня      | ↘109      | Дороховское                      |
| 39  | Дорофеево         | деревня      | ↗63       | Белавинское                      |
| 40  | Дорохово          | деревня      | ↘115      | Дороховское                      |
| 41  | Дрезна            | город        | ↘12 206   | Дрезна                           |
| 42  | Дуброво           | деревня      | ↘156      | Новинское                        |
| 43  | Дылдино           | деревня      | ↗6        | Дороховское                      |
| 44  | Елизарово         | деревня      | ↘65       | Давыдовское                      |
| 45  | Емельяново        | деревня      | ↘177      | Горское                          |
| 46  | Заволенье         | деревня      | ↘673      | Новинское                        |
| 47  | Загряжская        | деревня      | ↘28       | Новинское                        |
| 48  | Заполицы          | деревня      | ↘237      | Дороховское                      |
| 49  | Запонорье         | деревня      | ↗134      | Давыдовское                      |
| 50  | Запрудино         | деревня      | ↘139      | Новинское                        |
| 51  | Запутное          | деревня      | ↘412      | Дороховское                      |
| 52  | Зворково          | деревня      | ↘141      | Дороховское                      |
| 53  | Зевнево           | деревня      | ↘101      | Ильинское                        |
| 54  | Иванищево         | деревня      | ↘10       | Ильинское                        |
| 55  | Иванцево          | деревня      | ↘15       | Дороховское                      |
| 56  | Игнатово          | деревня      | ↘81       | Ильинское                        |
| 57  | Ильинский Погост  | село         | ↘1611     | Ильинское                        |
| 58  | Ионово            | деревня      | ↗112      | Горское                          |
| 59  | Кабаново          | деревня      | ↘2341     | Горское                          |
| 60  | Каменцы           | деревня      | ↗25       | Дороховское                      |
| 61  | Киняево           | деревня      | ↗98       | Горское                          |
| 62  | Кирпичного завода | посёлок      | →0        | Белавинское                      |
| 63  | Коровино          | деревня      | ↘29       | Горское                          |
| 64  | Коротково         | деревня      | ↘172      | Новинское                        |
| 65  | Костенёво         | деревня      | ↘41       | Ильинское                        |
| 66  | Костино           | деревня      | ↘138      | Давыдовское                      |
| 67  | Красное           | деревня      | ↗47       | Дороховское                      |
| 68  | Красное           | село         | ↘24       | Дороховское                      |
| 69  | Круглово          | деревня      | ↘14       | Ильинское                        |
| 70  | Кудыкино          | деревня      | ↘166      | Горское                          |
| 71  | Куровское         | город        | ↗19 890   | Куровское                        |
| 72  | Лашино            | деревня      | ↗54       | Соболевское                      |
| 73  | Ликино-Дулёво     | город, центр | ↘33 945   | Ликино-Дулёво                    |
| 74  | Лопаково          | деревня      | ↗90       | Соболевское                      |
| 75  | Лыщиково          | деревня      | ↘2        | Белавинское                      |
| 76  | Ляхово            | деревня      | ↗62       | Давыдовское                      |
| 77  | Максимовская      | деревня      | ↘23       | Ильинское                        |
| 78  | Малиново          | деревня      | ↗120      | Горское                          |
| 79  | Малое Кишнево     | деревня      | ↘102      | Горское                          |
| 80  | Мальково          | деревня      | ↘58       | Дороховское                      |
| 81  | Мануйлово         | деревня      | ↗21       | Белавинское                      |
| 82  | Минино            | деревня      | ↘292      | Соболевское                      |
| 83  | Мисцево           | деревня      | ↗369      | Дороховское                      |
| 84  | Мисцево           | посёлок      | ↘530      | Новинское                        |
| 85  | Молоково          | деревня      | ↘59       | Соболевское                      |
| 86  | Мосягино          | деревня      | ↘11       | Ильинское                        |
| 87  | Ненилово          | деревня      | ↘14       | Новинское                        |
| 88  | Новая             | деревня      | →98       | Горское                          |
| 89  | Новое             | деревня      | ↗3242     | Новинское                        |
| 90  | Новое Титово      | деревня      | ↘116      | Дороховское                      |
| 91  | Новониколаевка    | деревня      | ↗33       | Белавинское                      |
| 92  | Острово           | деревня      | ↗38       | Горское                          |
| 93  | Пашнево           | деревня      | ↘21       | Белавинское                      |
| 94  | Петрушино         | деревня      | ↘228      | Дороховское                      |
| 95  | Писчёво           | деревня      | ↘0        | Ильинское                        |
| 96  | Пичурино          | деревня      | ↘78       | Ильинское                        |
| 97  | Поминово          | деревня      | ↗115      | Ильинское                        |
| 98  | Понарино          | деревня      | ↘232      | Дороховское                      |
| 99  | Равенская         | деревня      | ↗29       | Дороховское                      |
| 100 | Радованье         | деревня      | ↗13       | Новинское                        |
| 101 | Рудино            | деревня      | ↗75       | Горское                          |
| 102 | Рудне-Никитское   | деревня      | ↗119      | Дороховское                      |
| 103 | Савинская         | деревня      | ↘1587     | Белавинское                      |
| 104 | Савостьяново      | деревня      | ↗432      | Горское                          |
| 105 | Сальково          | деревня      | ↗92       | Горское                          |
| 106 | Селиваниха        | деревня      | ↘182      | Дороховское                      |
| 107 | Сенькино          | деревня      | ↘80       | Ильинское                        |
| 108 | Слободище         | деревня      | ↘234      | Ильинское                        |
| 109 | Смолёво           | деревня      | ↘243      | Новинское                        |
| 110 | Смолёво           | деревня      | ↗99       | Соболевское                      |
| 111 | Соболево          | деревня      | ↘1273     | Соболевское                      |
| 112 | Софряково         | деревня      | ↘4        | Белавинское                      |
| 113 | Старая            | деревня      | ↘90       | Дороховское                      |
| 114 | Старово           | деревня      | ↘88       | Ильинское                        |
| 115 | Старое Титово     | деревня      | ↗171      | Дороховское                      |
| 116 | Старская          | деревня      | ↘20       | Горское                          |
| 117 | Старый Покров     | деревня      | ↗20       | Белавинское                      |
| 118 | Стенино           | деревня      | ↘18       | Новинское                        |
| 119 | Степановка        | деревня      | ↘253      | Ильинское                        |
| 120 | Столбуново        | деревня      | ↘16       | Ильинское                        |
| 121 | Тереньково        | деревня      | ↗113      | Новинское                        |
| 122 | Тимонино          | деревня      | ↘30       | Белавинское                      |
| 123 | Устьяново         | деревня      | ↘76       | Ильинское                        |
| 124 | Федотово          | деревня      | ↘30       | Белавинское                      |
| 125 | Филиппово         | деревня      | ↘3        | Белавинское                      |
| 126 | Фокино            | посёлок      | ↘17       | Белавинское                      |
| 127 | Халтурино         | деревня      | ↗22       | Белавинское                      |
| 128 | Хвойный           | посёлок      | ↘35       | Дороховское                      |
| 129 | Хотеичи           | село         | ↘694      | Соболевское                      |
| 130 | Цаплино           | деревня      | ↘168      | Ильинское                        |
| 131 | Чистое            | посёлок      | ↘34       | Белавинское                      |
| 132 | Чистое            | посёлок      | ↘144      | Дороховское                      |
| 133 | Чичёво            | деревня      | ↘11       | Ильинское                        |
| 134 | Чукаево           | деревня      | ↘13       | Белавинское                      |
| 135 | Шевлягино         | посёлок      | ↘57       | Соболевское                      |
| 136 | Щетиново          | деревня      | ↘49       | Белавинское                      |
| 137 | Юркино            | деревня      | ↘230      | Горское                          |
| 138 | Юрятино           | деревня      | ↘85       | Ильинское                        |
| 139 | Язвищи            | деревня      | ↘109      | Новинское                        |
| 140 | Яковлево          | деревня      | ↘70       | Белавинское                      |
| 141 | Яковлевская       | деревня      | ↘93       | Давыдовское                      |